# Three Sixty West
La Three Sixty West Tower B est un gratte-ciel résidentiel en construction à Bombay en Inde. Les travaux ont débuté en 2011. À terme, il s'élèvera à 321,2 mètres de hauteur. L'immeuble sera située à côté de la Three Sixty West Tower A, plus petite.
La tour est construite par Samsung C&T, d'après les designs du cabinet Kohn Pedersen Fox.